# Tat'jana Kudrjavceva
Tat'jana Vasil'evna Kudrjavceva (in russo Татьяна Васильевна Кудрявцева?; Leningrado, 26 agosto 1937) è un'ex cestista sovietica.

## Carriera
Con l'Unione Sovietica ha disputato i Campionati del mondo del 1957 e i Campionati europei del 1958.